# Égards
 (février 2010).
Si vous disposez d'ouvrages ou d'articles de référence ou si vous connaissez des sites web de qualité traitant du thème abordé ici, merci de compléter l'article en donnant les références utiles à sa vérifiabilité et en les liant à la section « Notes et références ».
 (mai 2010).
Égards est une revue culturelle de droite conservatrice nord-américaine créée en 2003 à Montréal (Québec). Revue d'idées, de réflexions et de débats, elle est dirigée depuis plusieurs années par l'essayiste Jean Renaud. Non subventionnée et indépendante, elle vit depuis 2003 de ses abonnements et de ses ventes en kiosque. Elle est connue comme étant la première revue intellectuelle conservatrice des années 2000 au Québec s'inspirant autant d'une partie de la droite classique européenne que de la défunte revue québécoise libérale-conservatrice L'analyste (1983-92) . Des personnalités (journalistes, professeurs, étudiants universitaires, écrivains, musiciens) venant autant des droites libérales, que des libéraux-conservateurs (dans le sens européen) se sont aussi déjà exprimés brièvement dans la revue. Au fil des années la revue ressemble sous certains aspects à cette « droite buissonnière » hors les murs (sans référence à l'ancien stratège politique français Patrick Buisson). 
Après plus de 20 ans, le directeur de la revue Égards Jean Renaud annonce officiellement la fin de la publication en mars 2024.

## Contenu
Le titre Égards provient d'une citation de l'auteur Charles-Ferdinand Ramuz : « L'économique n'est pas tout. L’homme est aussi payé, il est surtout payé, par les égards. » Pouvant être diversement interprétée, cet extrait ne semble pas insister sur le fait que Ramuz soit un romancier régionaliste suisse. On peut y voir une prise de position contre la gauche marxisante qui tend à exagérer les facteurs économiques dans leurs analyses et à lui opposer des valeurs plus traditionnelles.
La revue qui est en faveur de la monarchie constitutionnelle canadienne  propose un « œcuménisme de droite »  au Québec. Revue jugée très militante pour certains, Égards accepte toutefois une diversité de points de vue qui cadre avec le conservatisme occidental. La revue aborde à sa façon  la littérature, la spiritualité, la poésie et la géopolitique.  
Ses éditoriaux sont marqués par des positions très critiques sur les notions de modernité, de nihilisme, de progressisme de laïcisme, et d'étatisme. Le directeur de la rédaction Jean Renaud propose un torysme catholique comme valeur fondamentale. Il affiche aussi une position éditoriale clairement en faveur d'un État-nation pour le peuple juif en Israël  par rapport aux ennemis de l'État d'Israël.

### Influence de Russell Kirk
Égards s'inspire des principes de la pensée conservatrice énoncés par l'essayiste américain Russell Kirk, que l'on peut lire sur la page d'accueil du site officiel de la revue : 
- La croyance en un ordre transcendant (ou à un corps de lois naturelles) appelé à régir la société ainsi que la conscience.
- Un attachement envers la variété luxuriante et le mystère de l’existence humaine et une horreur sacrée envers l’uniformité étriquée, les objectifs égalitaristes et utilitaristes de la plupart des systèmes radicaux.
- La conviction qu’une société civilisée exige des ordres et des classes et le rejet de la notion absurde de « société sans classes ».
- La certitude que la liberté et la propriété sont étroitement liées, qu’avec l’abolition de la propriété privée, on se retrouverait dans l’antre du Léviathan.
- La méfiance envers les sophistes, les calculateurs et les économistes qui désirent reconstruire la société sur des conceptions abstraites.
- La prise de conscience que le changement peut ne pas être salutaire, qu’une innovation ou qu’une réforme précipitée provoque quelquefois des effets dévastateurs au lieu d’être un facteur de progrès.

### Exemple
- En octobre 2006 publication d'une lettre collective [12] pour appuyer l'intellectuel français Robert Redeker menacé de mort par les islamistes[13].

- En 2007, la revue a dénoncé la venue au Canada de Yvonne Ridley, une journaliste britannique convertie à l'islam, qui soutient les Talibans et qui s'associe ouvertement à un média pro-Ahmadinejad, Presse TV. Une lettre de protestation aux journaux avec des personnalités importantes (donc un ancien ministre du Québec, Jacques Brassard) sera publiée pour dénoncer sa venue au Canada[14].

- En 2010, des collaborateurs et amis d'Égards (dont l'ancien ministre du Québec Jacques Brassard) se sont positionnés sur la question des accommodements raisonnables: « Plaidoyer pour notre culture publique commune ». Ce plaidoyer a été écrit en réaction au « Manifeste pour un Québec pluraliste » paru dans Le Devoir du 3 février 2010[15].

- Le 3 mars 2011 un texte collectif comprenant Jean Renaud d'Égards et l'ancien ministre Jacques Brassard répondent à ce qu'ils qualifient de démagogie de la Semaine annuelle contre l'apartheid israélien qui semble s’institutionnaliser dans le milieu néo-gauchiste étudiant au Québec: Un apartheid arabe, non israélien. [16]

- Dans l'édition du 21 janvier 2012, l'écrivain David Solway dénonce avec force dans un article d'Égards l'ancien comme le "nouvel antisémitisme", qui prolifère au Québec (comme dans l'ensemble du monde). Symptomatique de cet esprit munichois défaitiste, une conférence est jugée particulièrement "obscène" et significative de ce "nouvel antisémitisme" dénoncé par Solway. Faite à l'Université McGill en novembre 2011 [17], et prononcé par Richard Falk, rapporteur spécial des Nations unies pour les territoires palestiniens, elle est le résultat selon lui d'un manque de rigueur et d'éthique grave[18],[19].

## Critique du nationalisme de ressentiment
Abordant les questions identitaires, Jean Renaud fait une critique sans concession du vieux nationalisme pour mieux souligner selon lui l’héritage judéo-chrétien de l’Occident: Les nationalistes de style « vieille droite » selon Jean Renaud n’ont pas « su se préserver pas plus que celle de France, d’une espèce de maladie de l’identité. Le sentiment naturel de la patrie, née d’un contact intime et quotidien avec les siens, a été défiguré à force d’être proclamé plutôt que vécu. Un homme sain se méfie du sentiment national, comme de tout ce qui touche à la sensibilité, et le garde un peu secret. » . 
L’Occident judéo-chrétien : la revue Égards semble s’inspirer de la revue conservatrice américaine First Things par la défense de l’héritage grec, juif, latin et européen (l’axe Rome, Athènes, Jérusalem).

## Critiques et études universitaires sur la revue
François-Emmanuël Boucher, professeur agrégé au Collège militaire royal du Canada s'est penché sur la revue Égards et son conservatisme.
- « Égards et la Révolution tranquille », in Québec à l’aube du XXIe siècle, Marie-Christine Koops, dir. Montréal : Presses de l’Université du Québec, 2008, p. 109-122
- « Argumenter la décadence au XXIe siècle : la revue Égards et la Révolution tranquille », International Colloquium Hosted by the Department of Foreign Languages and Literatures, 2-3 mars 2007, University of North Texas.

- « Le gouvernement Bush et la droite francophone au Québec », American council for Québec Studies, 12 -15 octobre 2006, Cambridge, USA[22].

Gilles Labelle, du Centre interdisciplinaire de recherche sur la citoyenneté et les minorités de l'Université d'Ottawa au Canada parle aussi de la revue dans un ouvrage à paraître:
- « Une tentative de faire renaître un courant intellectuel conservateur au Québec : la revue Égards », dans J.-M. Lacroix (dir.), Le conservatisme : le Canada en contexte, Paris, Presses de la Sorbonne nouvelle (en évaluation)[23].

## Polémiques

### Polémique avec Jean François Nadeau
L'historien et journaliste au journal Le Devoir Jean-François Nadeau qualifie les principaux animateurs de la revue comme étant aujourd'hui les héritiers spirituels de Robert Rumilly. Robert Rumilly, l'homme de Duplessis (LUX éditeur, 2009).
Dans une recension d'un livre du politologue Frédéric Boily intitulé Le Conservatisme au Québec - Retour sur une tradition oubliée (Presses de l'Université Laval, coll. «Prisme» Québec, 2010, 135 pages), le journaliste Jean-François Nadeau, affirme que "(...) les libertariens trouvent leur miel dans une revue comme Égards".  Cependant, la déclaration fondamentale de la revue suffit à dissiper les malentendus sur une certaine proximité avec les libertariens (par « œcuménisme de droite ») qui ne les implique pas directement dans la revue. La sensibilité libertarienne est abordée à Égards avec critique,.